# Endobutton
Ein Endobutton ist ein Implantat, das im Rahmen der operativen Rekonstruktion eines Bandes oder einer Sehne zur Fixierung des Bandes oder der Sehne verwendet wird und eine geschützte Marke des englischen Unternehmens Smith & Nephew.

## Anwendung

Bild 1: Grafische Darstellung eines Endobuttons, wie er zur Rekonstruktion eines Kreuzbandes verwendet wird.

Bild 2: Grafische Darstellung eines Endobuttons mit Schleife, wie er mit einem Patellasehen-Transplantat verbunden ist.

Endobuttons werden vor allem zur femoralen (Oberschenkelknochen) Fixation von Transplantaten bei der Rekonstruktion von Kreuzbandrissen verwendet. Dabei wird das Transplantat, beispielsweise eine Patellasehne mit Knochenresten an ihren Enden (BTB-Transplantat, bone-tendon-bone), mit einer Schlaufe aus einem nichtresorbierbarem Fadenmaterial mit einem Titan-Kipp-Knopf (Vierlochplatte) verbunden. In den Knochen des Transplantates wird ein Kanal von etwa 2 mm Durchmesser gebohrt. Durch diese Bohrung wird die Schlaufe durchgezogen. Der Verbund Transplantat-Endobutton wird dann mit Hilfe eines Zugfadens von unten durch einen in den Oberschenkelknochen gebohrten Kanal gezogen (siehe Bild 1). Mit einem dünneren Kippfaden wird die ovale Vierlochplatte verkippt, so dass sie ein Zurückfallen des Transplantates verhindert.
Ein Endobutton kann auch zur Fixierung eines autologen Transplantates, beispielsweise eines Hamstrings, bei einer Ruptur der distalen Bizepssehne (Bizepssehnenriss) zum Einsatz kommen.
Ebenso können Endobuttons bei unbehandelten Achillessehnenrupturen verwendet werden.
Diese Anwendungen sind, bedingt durch die im Vergleich zur Ruptur des vorderen Kreuzbandes sehr niedrigen Inzidenz, allerdings relativ selten.

## Komplikationen
Ein häufig zu beobachtender Effekt eines Endobuttons ist die Aufweitung des Bohrkanals im Knochen. Ursache hierfür sind longitudinale Bewegungen des Transplantates innerhalb des Bohrkanals, der sogenannte Bungee-Effekt. Dieser Effekt ist nur während der Einheilung des Transplantates in den Knochen zu beobachten. Diese Phase dauert etwa 8 bis 12 Wochen. Die Aufweitung des Bohrkanals kann durch eine gelenknahe Fixierung weitgehend verhindert werden.

## Weiterführende Literatur
- W. Petersen und T. Zantop: Das vordere Kreuzband: Grundlagen und aktuelle Praxis der operativen Therapie. Deutscher Ärzteverlag, 2009, ISBN 3-7691-0562-1 eingeschränkte Vorschau in der Google-Buchsuche
- S. Plaweski u. a.: Anterior cruciate ligament reconstruction: assessment of the hamstring autograft femoral fixation using the EndoButton CL. In: Rev Chir Orthop Traumatol 95, 2009, S. 606–613. PMID 19944664
- J. A. Greenberg u. a.: EndoButton-assisted repair of distal biceps tendon ruptures. In: J Shoulder Elbow Surg 12, 2003, S. 484–490. PMID 14564273
- G. I. Bain u. a.: Repair of the distal biceps tendon rupture: a new technique using the EndoButton. In: J Shoulder Elbow Surg 9, 2000, S. 120–126. PMID 10810691
- J. C. Eck und S. D. Baublitz: Endobutton-assisted repair of complete distal biceps tendon rupture in a woman. In: Am J Orthop (Belle Mead NJ) 38, 2009, S. 626–628. PMID 20145790
- J. A. Greenberg: Endobutton repair of distal biceps tendon ruptures. In: J Hand Surg Am 34, 2009, S. 1541–1548. PMID 19801110
- T. Peeters u. a.: Functional outcome after repair of distal biceps tendon ruptures using the endobutton technique. In: J Shoulder Elbow Surg 18, 2009, S. 283–287. PMID 19101177
- J. King und M. Bollier: Repair of distal biceps tendon ruptures using the EndoButton. In: Journal of the American Academy of Orthopaedic Surgeons 16, 2008, S. 490–494. PMID 18664638
- J. T. Spang u. a.: A biomechanical comparison of EndoButton versus suture anchor repair of distal biceps tendon injuries. In: J Shoulder Elbow Surg 15, 2006, S. 509–514. PMID 16831659